# Wang Mingsheng
Wang Mingsheng (xinès: 王鳴盛) (1722 - 1797) acadèmic,escriptor, historiador, filòleg i filòsof durant el regnat de l'emperador Qianlong de la dinastia Qing.

## Biografia
Wang Mingsheng 王鳴盛, nom de cortesia Fengxie 鳳 喈 o Wang Litang 王 禮堂 o Wang Xizhuang 王 西 莊. Va néixer a Jiading, provincia de Jiangsu (Xina). El seu avi Wang Hun va ser “juren” i el seu pare Wang Erda va ser acadèmic i professor. Va estudiar a l’Academia Ziyang a Suzhou i de molt jove Wang va destacar com a alumne brillant.
El seu germà Wang Mingshao va ser un important acadèmic, pintor i calígraf.
Va estudiar per passar els diferents graus dels exàmens imperials xinesos. El 1747 va aprovar l'examen provincial “juren”, però no va aprobar l'examen "gongshi" a nivell metropolità. Més tard el 1754 va obtenir el títol de "jinshi" i va ocupar diferents càrrecs acadèmics (lector, examinador provincial, gran acadèmic i membre de l'Acadèmia Hanlin) i polítics (Viceministre de Ritus, Ministre de la Cort Imperial), fins que amb 36 anys va deixar la vida pública i va començar a estudiar els clàssics confucians.
Wang Mingsheng va ser deixeble de Hui Dong 惠棟 (1697-1758) i, per tant, també un erudit molt interessat en el període Han 漢 (206 aC-220 CE) i de la interpretació dels clàssics confucians, els anomenats Hanxue 漢學 "estudis Han".

## Obres destacades
Wang MIngshen conjuntament amb  Qian Daxin, Wang Chang, Cao Renhu, Zhao Wenzhe, Wu Tailai i Huang Wenlian va formar part del grup que sota la direcció de Shen Diqian van fer la compilació “Wuzhong qizi shixuan”.
Les principals aportacions acadèmiques de Wang van ser "Shiji shi shangjue 十七史商傕 " (Estudi crític de les disset històries dinàstiques) Shangshu hou’an 尚属 候案 i Yishu bian.
Wang Mingsheng també ha escrit els llibres, Shangshu houbian 尚書 後 辨, Zhouli junfu shuo 周禮 軍 賦 說 i Eshupian 蛾 術 篇. i Jiang zuo shi zi shi chao : er shi juan.
Amb els historiadors Qian Daxin i Zhao Yi se'l considera un dels autors que ha format part del grups d'autors que han conreat l'estil literàri anomenat "biji" (traduït com quaderns de notes).